# Faku
Faku (chinesisch 法库县, Pinyin Fǎkù Xiàn) ist ein Kreis der Unterprovinzstadt Shenyang im Norden der chinesischen Provinz Liaoning. Faku hat eine Fläche von 2.284 km² und 340.933 Einwohner (Stand: Zensus 2020).

## Administrative Gliederung
Auf Gemeindeebene setzt sich Faku aus zwölf Großgemeinden, acht Gemeinden und einer Nationalitätengemeinde zusammen. Diese sind:
- Großgemeinde Faku (法库镇), 78,54 km², im Norden des Kreises, Hauptort und Sitz der Kreisregierung;
- Großgemeinde Baijiagou (柏家沟镇), 144,13 km², im Nordosten des Kreises;
- Großgemeinde Dagujiazi (大孤家子镇), 137,13 km², im Südosten des Kreises;
- Großgemeinde Dengshipuzi (登士堡子镇), 95,07 km², im Süden des Kreises;
- Großgemeinde Dingjiafang (丁家房镇), 132,73 km², im mittleren Süden des Kreises;
- Großgemeinde Fengbeipu (冯贝堡镇), 89,13 km², im Osten des Kreises;
- Großgemeinde Mengjia (孟家镇), 112,2 km², im Nordwesten des Kreises;
- Großgemeinde Sanmianchuan (三面船镇), 124,73 km², im Südosten des Kreises;
- Großgemeinde Shijianfang (十间房镇), 118,13 km², im Osten des Kreises;
- Großgemeinde Xiushuihezi (秀水河子镇), 214,07 km², im Südwesten des Kreises;
- Großgemeinde Yemaotai (叶茂台镇), 175,33 km², im Südwesten des Kreises;
- Großgemeinde Yiniupuzi (依牛堡子镇), 112,67 km², im Südosten des Kreises;
- Gemeinde Baojiatun (包家屯乡), 175 km², im Westen des Kreises;
- Gemeinde Ci’ensi (慈恩寺乡), 109,33 km², im Nordwesten des Kreises;
- Gemeinde Heping (和平乡), 70,87 km², im äußersten Norden des Kreises;
- Gemeinde Shuangtaizi (双台子乡), 113,07 km², im Zentrum des Kreises;
- Gemeinde Woniushi (卧牛石乡), 123,73 km², im Westen des Kreises;
- Gemeinde Wutaizi (五台子乡), 98,67 km², im Zentrum des Kreises;
- Gemeinde Sijiazi der Mongolen (四家子蒙古族乡), 95,47 km², im Westen des Kreises.

## Denkmale
Im Kreis Faku, in der Großgemeinde Yemaotai, befinden sich die Liao-Gräber von Yemaotai.